# Selección de hockey sobre patines de Angola
La selección de hockey patines de Angola es el equipo formado por jugadores de nacionalidad angoleña que representa a la Federação Angolana de Patinagem (FAP) en las competiciones internacionales organizadas por la federación internacional Word Skate (Campeonato del Mundo), y Word Skate África (Campeonato Africano).

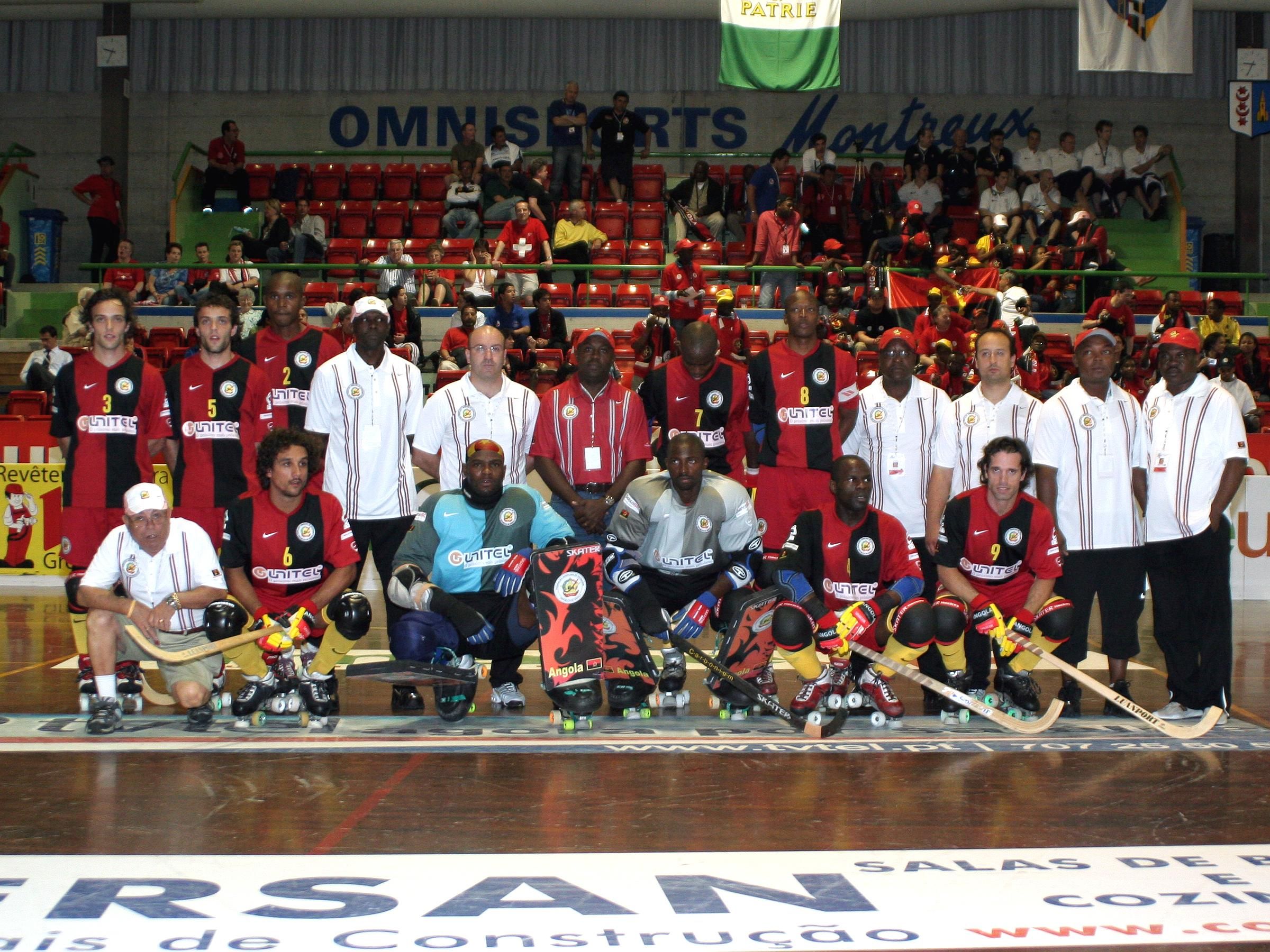
Selección de Angola en el Mundial de 2007.

## Historial
Desde su creación en 1982 la selección angoleña ha participado en los siguientes campeonatos:
| Año  | Sede                | Competición                 | Equipos | PJ | PG | PE | PP | Posición |
| ---- | ------------------- | --------------------------- | ------- | -- | -- | -- | -- | -------- |
| 1982 | Montreux            | XLIX Copa de las Naciones   | 9       | 6  | 0  | 0  | 6  | 9        |
| 1982 | Barcelos            | XXV Mundial A               | 22      | 15 | 2  | 1  | 12 | 11       |
| 1984 | Montreux            | XLX Copa de las Naciones    | 8       | 5  | 0  | 1  | 4  | 8        |
| 1986 | Sertãozinho         | XXVII Mundial A             | 10      | 9  | 3  | 0  | 6  | 7        |
| 1987 | Montreux            | LI Copa de las Naciones     | 9       | 6  | 1  | 2  | 3  | 8        |
| 1988 | La Coruña           | XXVIII Mundial A            | 10      | 9  | 2  | 1  | 6  | 7        |
| 1989 | Montreux            | LII Copa de las Naciones    | 9       | 6  | 1  | 2  | 3  | 5        |
| 1989 | San Juan            | XXIX Mundial A              | 12      | 8  | 3  | 2  | 3  | 9        |
| 1991 | Oporto              | XXX Mundial A               | 12      | 8  | 1  | 2  | 5  | 10       |
| 1992 | Andorra la Vieja    | V Mundial B                 | 16      | 7  | 5  | 0  | 2  | 3        |
| 1993 | Sesto San Giovanni  | XXXI Mundial A              | 12      | 8  | 1  | 2  | 5  | 11       |
| 1994 | Santiago de Chile   | VI Mundial B                | 15      | 6  | 4  | 1  | 1  | 2        |
| 1995 | Recife              | XXXII Mundial A             | 12      | 8  | 3  | 0  | 5  | 7        |
| 1997 | Wuppertal           | XXXIII Mundial A            | 12      | 8  | 2  | 0  | 6  | 8        |
| 1999 | Reus                | XXXIV Mundial A             | 12      | 8  | 2  | 0  | 6  | 8        |
| 2001 | San Juan            | XXXV Mundial A              | 15      | 5  | 2  | 0  | 3  | 10       |
| 2003 | Oliveira de Azeméis | XXXVI Mundial A             | 16      | 6  | 2  | 0  | 4  | 8        |
| 2005 | San José            | XXVII Mundial A             | 16      | 6  | 2  | 1  | 3  | 7        |
| 2007 | Montreux            | LXII Copa de las Naciones   | 8       | 5  | 3  | 0  | 2  | 5        |
| 2007 | Montreux            | XXVIII Mundial A            | 16      | 6  | 2  | 0  | 4  | 8        |
| 2008 | Blanes              | Torneo Golden Cup           | 6       | 2  | 0  | 0  | 2  | 6        |
| 2009 | Montreux            | LXIII Copa de las Naciones  | 8       | 5  | 2  | 1  | 2  | 4        |
| 2009 | Blanes              | Torneo Golden Cup           | 6       | 3  | 1  | 0  | 2  | 5        |
| 2009 | Vigo                | XXIX Mundial A              | 16      | 6  | 2  | 1  | 3  | 6        |
| 2011 | Montreux            | LXIV Copa de las Naciones   | 8       | 5  | 1  | 1  | 3  | 4        |
| 2011 | Blanes              | Torneo Golden Cup           | 6       | 2  | 1  | 0  | 1  | 3        |
| 2011 | San Juan            | XL Mundial A                | 16      | 6  | 3  | 0  | 3  | 11       |
| 2013 | Montreux            | LXV Copa de las Naciones    | 8       | 5  | 4  | 0  | 1  | 3        |
| 2013 | Luanda              | XLI Mundial A               | 16      | 6  | 4  | 0  | 2  | 9        |
| 2015 | Montreux            | LXVI Copa de las Naciones   | 8       | 4  | 2  | 0  | 2  | 4        |
| 2015 | La Roche-sur-Yon    | XLII Mundial A              | 16      | 6  | 4  | 0  | 2  | 9        |
| 2017 | Montreux            | LXVII Copa de las Naciones  | 8       | 4  | 2  | 0  | 2  | 5        |
| 2017 | Nankín              | XLIII Mundial A             | 16      | 6  | 5  | 0  | 1  | 5        |
| 2019 | Luanda              | I Africano                  | 3       | 2  | 2  | 0  | 0  | 1        |
| 2019 | Montreux            | LXVIII Copa de las Naciones | 8       | 5  | 2  | 0  | 3  | 4        |
| 2019 | Barcelona           | XLIV Mundial A              | 16      | 7  | 2  | 0  | 5  | 6        |
| 2022 | San Juan            | XLV Mundial A               | 16      | 6  | 2  | 0  | 4  | 6        |
| 2023 | El Cairo            | II Africano                 | 3       | 3  | 3  | 0  | 0  | 1        |